# Immanuel Israel Hartmann

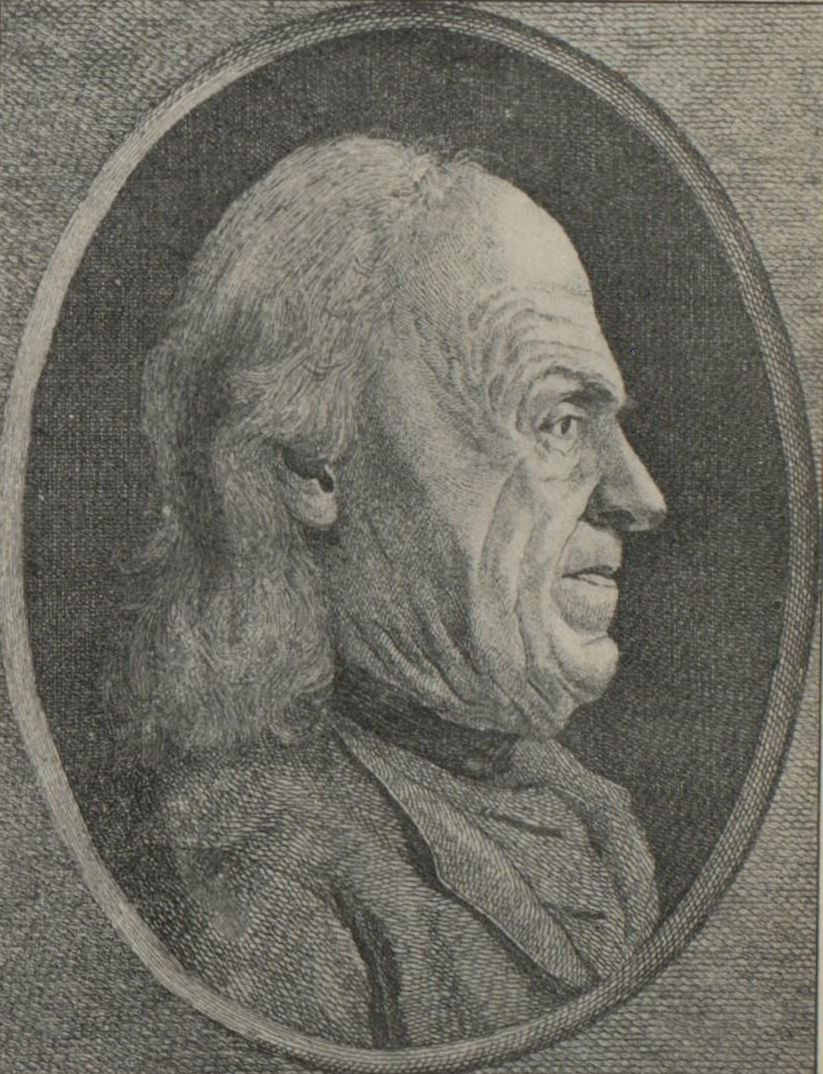
Immanuel Israel Hartmann

Immanuel Israel Hartmann, ab 1838 von Hartmann, (* 5. Januar 1772 in Ludwigsburg; † 26. September 1849 in Reutlingen) war ein deutscher Verwaltungsjurist im Dienst des Herzogtums bzw. Königreichs Württemberg. 

## Leben
Hartmann wurde 1772 in Ludwigsburg als Sohn des Lehrers Israel Hartmann, seit 1755 am dortigen Waisenhaus tätig, und seiner Frau Agnes Rosina, geb. Burk aus Neuffen, geboren. Er besuchte ab 1786 die Klosterschule in Denkendorf und studierte von 1789 bis 1794 Rechtswissenschaften an der Hohen Karlsschule in Stuttgart. Ein Stipendium des Herzogs Peter Biron von Kurland ermöglichte ihm das akademische Studium. 1795 bestand Hartmann das Kanzleiexamen. Kurz darauf erhielt er eine Anstellung als Regierungssekretär in Stuttgart, 1802 bei der Oberlandesregierungskommission für die neuerworbenen Gebiete. 1803 wurde er Oberlandesregierungssekretär in Ellwangen, 1806 in Stuttgart, 1806 Oberamtmann in Schwäbisch Gmünd, 1809 in Stockach, 1810 in Ellwangen. 1811 wurde ihm der Titel Regierungsrat verliehen.
Nach Differenzen mit König Friedrich I. – er hatte vorschriftsgemäß einen tollwutverdächtigen Jagdhund des Königs erschießen lassen – wurde Hartmann durch diesen des Amtes enthoben und zu einer Festungsstrafe verurteilt. Erst nach der Thronbesteigung Wilhelms I. 1816 wurde er voll rehabilitiert. Bereits 1815 hatte Hartmann eine Stelle als Oberamtmann in Rottweil erhalten. 1817 wurde er Regierungsrat bei der Regierung des Schwarzwaldkreises in Reutlingen. 1841 trat er in den Ruhestand und wurde zugleich zum Ehrenmitglied des Kollegiums der Regierung des Schwarzwaldkreises ernannt.

## Auszeichnungen
- 1838: Ritterkreuz des Ordens der Württembergischen Krone, welches mit dem persönlichen Adelstitel (Nobilitierung) verbunden war.